# Nanna

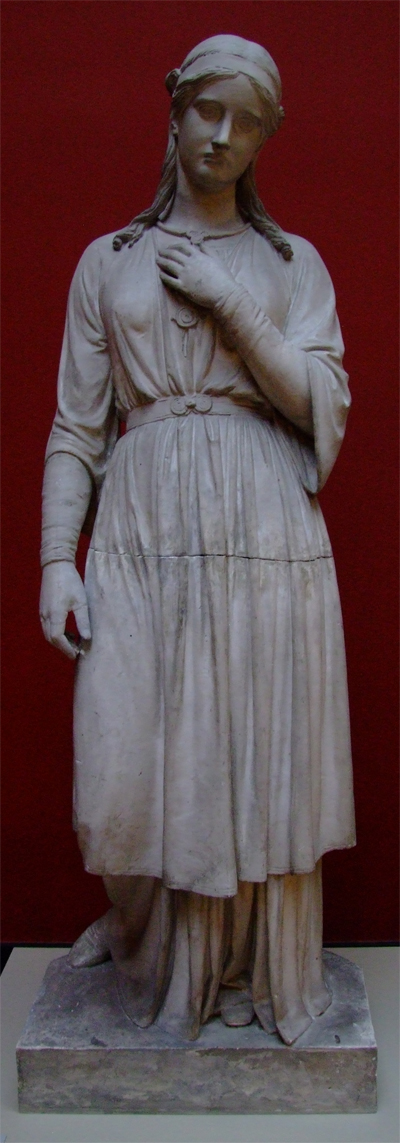
Nanna, estatua de Herman Wilhelm Bissen (1857)

Nanna o Nána es una diosa en la mitología nórdica, hija de Nepr y esposa de Baldr. Junto con él formaban parte de los Æsir y vivían en Breiðablik localizado en Asgard. Era la madre de Forseti junto con Baldr.
Tras la muerte de Baldr, Nanna muere de pena. Nanna se coloca en el barco de Baldr, con su cadáver, y ambos arden en llamas en el mar.
En Hela, Baldr y Nanna están juntos de nuevo. En un intento de traer a Baldr de los muertos, el dios Hermóðr cabalga a Hela y, tras recibir esperanza para su resurrección, Nanna da regalos a Hermóðr para que se los de a Frigg (Telas de lino), la diosa Fulla (anillo de oro) y otros (no especificado). Nanna se menciona frecuentemente en la poseía escáldica y una Nanna, que puede o no ser la misma figura, se menciona una vez en la Edda poética, recopilada en el siglo XIII de fuentes tradicionales anteriores.